# NGC 2590
NGC 2590 (другие обозначения — UGC 4392, MCG 0-22-10, ZWG 4.20, PGC 23616, IRAS 08224-0025, IC 507) — спиральная галактика типа Sb или Sbc в созвездии Гидры. Открыта Эдуардом Стефаном в 1878 году.

## Описание
Описание Дрейера: «тусклая звезда, входящая в очень слабую, очень маленькую, мало протяжённую туманность». Этот объект входит в число перечисленных в оригинальной редакции «Нового общего каталога».
Астрономический объект NGC 2590 представляет собой спиральную галактику типа SA(s)bc в созвездии Гидры. Объект впервые наблюдал Эдуард Стефан 26 февраля в 1878 году. Позже, в 1888 году галактику также наблюдал Льюис Свифт, но сделал ошибку в 9 минут дуги при записи координат. По всей видимости, именно поэтому его наблюдение попало в Индекс-каталог как IC 507.

## Наблюдение

### Данные наблюдений
Дисковая компонента вблизи ядра галактики (околоядерный диск) обладает высокой скоростью вращения, быстро растущей до расстояния 0,6 кпк (2”) от центра и достигающей 300 км/с. На бо́льших расстояниях в диске наблюдается пологая кривая вращения галактики до расстояния ~16 кпк (50”). Околоядерный диск в линии Бальмер-альфа ярче, чем основной диск галактики.
Видимая звёздная величина в диапазоне чувствительности глаза mV = 13,1m, в синем фильтре mB = 14,0m. В полосе К (ближний инфракрасный свет) mK = (9,382 ± 0,033)m.

### Астрономические данные
По состоянию на стандартную эпоху J2000.0 прямое восхождение объекта составляет 08ч 25м 02,0с, склонение −00° 35′ 28″.
Видимые размеры — 2,2 × 0,7 угловой минуты.